# Karlsburg (Langerwehe)
Die Karlsburg ist die Ruine eines von Familie Schleicher in Burgform errichteten Gästehauses auf der bewaldeten Anhöhe Kammerbusch westlich des Ortsteils Schönthal der Gemeinde Langerwehe im nordrhein-westfälischen Kreis Düren. Südlich des Kammerbusches schließt sich die Ortschaft Langerwehe-Heistern an. 
Der Landschaftsgarten Kammerbusch mit dem Burgsaal und weiteren Zierbauten wurde zwischen 1858 und 1894 errichtet. Als in den 1930er Jahren die Ära Schleicher endete, begann der Verfall des Parks, der Karlsburg und ihres Rittersaals.
In der 2004 restaurierten Kapelle befindet sich eine Familiengruft.
Die Karlsburg ist innerhalb des Parks als Denkmal Nr. 38 in die Liste der Baudenkmäler in Langerwehe eingetragen.